# Irkutskenergo
Irkutskenergo (russisch Иркутскэнерго) ist ein Energieunternehmen aus Russland mit Firmensitz in Moskau.

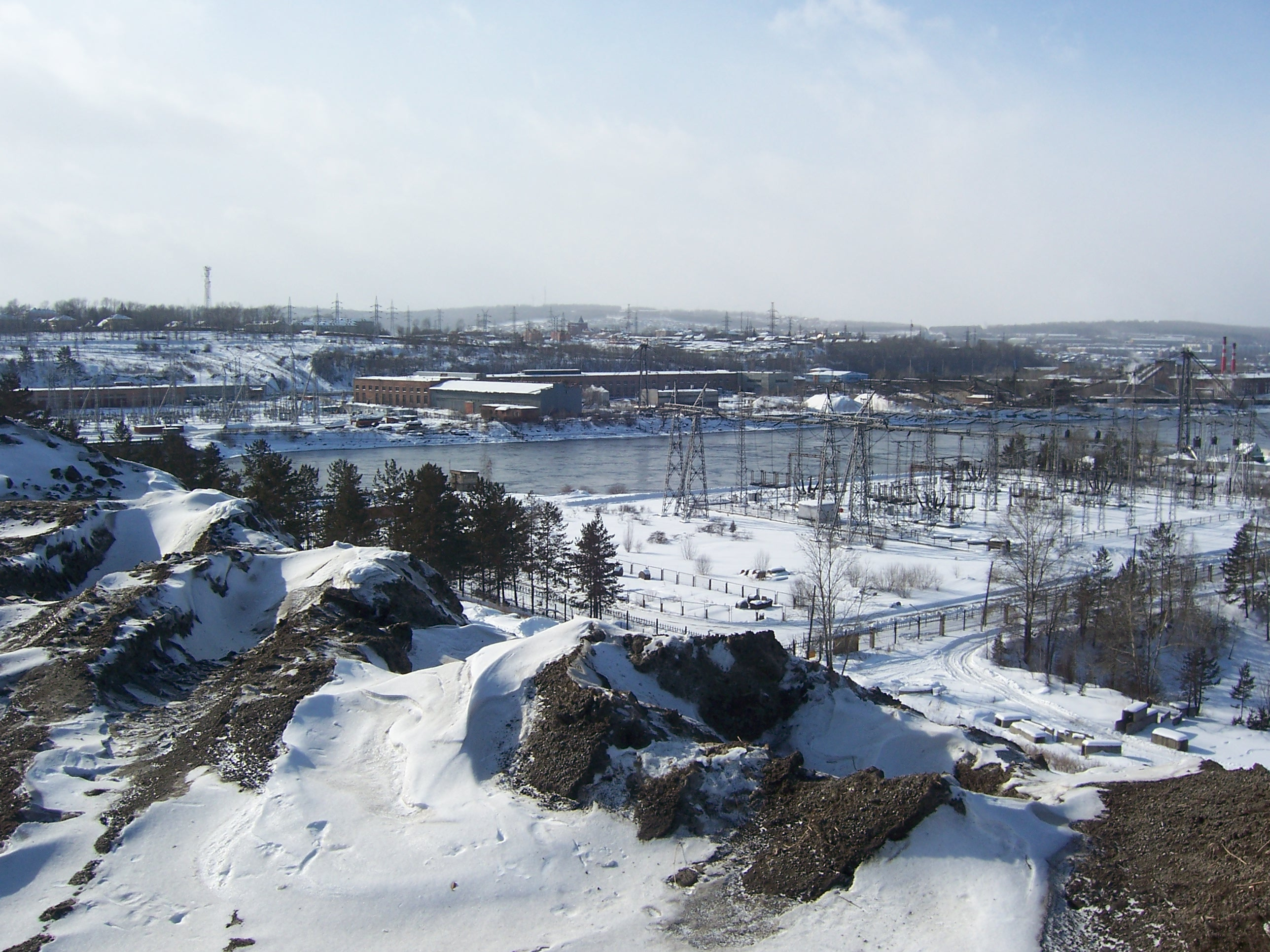
Wasserkraftwerk in Irkutsk

Irkutskenergo wurde 1992 gegründet. Die drei wichtigsten Kraftwerke des Unternehmens befinden sich am Fluss Angara, der aus dem Baikalsee fließt: der Irkutsker Staudamm, fertiggestellt 1959, der Bratsker Staudamm, fertiggestellt 1967 und der Ust-Ilimsker Staudamm, fertiggestellt 1980. Außerdem besitzt das Unternehmen neun Wärmekraftwerke, ein Hochspannungs- und ein Niederspannungsnetz.
Rund 40 Prozent der Eigentumsrechte an Irkutskenergo hält der russische Staat.